# 芬兰国旗

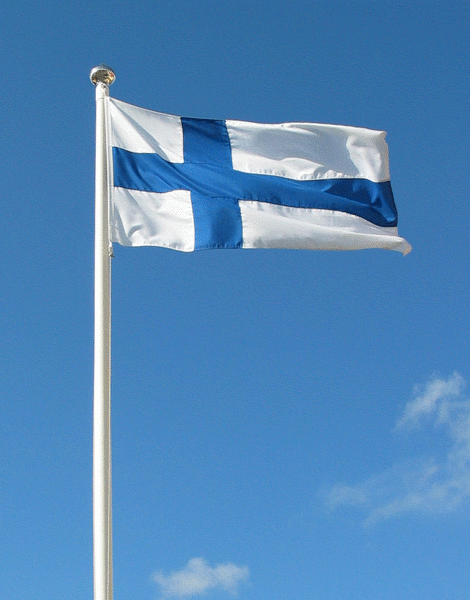
芬兰国旗

芬兰国旗（芬蘭語：Siniristilippu，意为“蓝十字旗”）是芬兰的国旗，其图案为白底上蓝色的斯堪的纳维亚十字，1918年5月29日被正式定为芬兰的国家标志。除最普遍的形式外芬兰国旗还有一些特殊形式（比如代表总统或者军队使用的）。

## 历史
芬兰长期属于瑞典，后来属于沙皇俄國。1917年独立。芬兰的国旗反映了其历史：
- 其斯堪的纳维亚十字反映了与瑞典的关系
- 其蓝色和白色的颜色是沙皇俄国的颜色

今天蓝色和白色成为了芬兰的传统颜色，蓝色代表湖与天，白色代表雪。
芬兰国旗是由埃罗·斯内尔曼（Eero Snellman）和布鲁诺·图卡宁（Bruno Tuukkanen）设计的，今天使用的国徽和总统旗上的自由十字是奥洛夫·埃里克松（Olof Eriksson）设计的。

## 民用旗
芬兰民用旗是最常见和最常用的芬兰的国旗形式。任何芬兰人在他觉得有必要时可以升芬兰民用旗。在水上芬兰民用旗作为芬兰舰船的标志。
芬兰民用旗呈长方形，其中一个蓝色的十字将白底分为四块。旗宽11个长度单位，长18个长度单位，十字的横竖两划各宽3个长度单位。横划位于旗的中部，竖划的离旗的旗杆边5个长度单位。

## 颜色
一开始芬兰国旗上的颜色是使用参考布料来定义的，今天官方使用PANTONE色彩匹配系统来定义。
以下为颜色定义：
- 蓝色：294C
- 红色：186C
- 黄色：123C

印在布上后以上颜色与以下印刷四分色模式定义类似，但是这不是官方定义：
- 蓝色：C=100%；M=56%；Y=0%；K=18,5%
- 红色：C=0%；M=91%；Y=76%；K=6%
- 黄色：C=0%；M=30,5%；Y=94%；K=0%

| 顏色標準     | 白          | 藍       |
| ------------ | ----------- | -------- |
| Pantone      |             | 294      |
| 網頁顏色標準 | #FFFFFF     | #002F6C  |
| RGB          | 255-255-255 | 0-47-108 |

## 歷史的旗幟
| 國旗 | 國家                 | 使用年份及比例      |
| ---- | -------------------- | ------------------- |
|      | 芬兰大公國／俄屬芬兰 | 1809-1917 比例：2:3 |
|      | 芬兰大公國           | 1809-1917 比例：2:3 |
|      | 芬兰王國             | 1917-18 比例：11:18 |
|      | 芬兰王國             | 1917-18 比例：11:18 |
|      | 芬兰共和国           | 1918- 比例：11:18   |

## 国家机关旗帜
- 只有国家机关才允许使用国家机关旗帜
- 国家机关旗帜与国旗差不多，但是在十字交叉处有一个小的国徽。国徽周围有一个细的黄框（宽3/40长度单位）
- 国家机关如议会、政府、法庭、外交官邸和国立高校使用国家机关旗帜。此外芬兰国有的船只和舰队（比如破冰船）也挂这面旗帜
- 芬兰军旗不是长方形的，在远离旗杆的一面有三个尖，它的图案与国家机关旗帜一样，但比国家机关旗帜长一个长度单位

## 特殊形式
- 芬兰法律还规定了一系列特殊形式的国旗。

### 总统旗帜
- 总统旗帜是在军旗的旗杆侧上方角上印上蓝色和黄色的自由十字图像。

### 特殊军旗
芬兰有三种特殊军旗，它们是在一般的军旗基础上在旗杆侧上方角上添加图案：
- 国防部长的军旗——两支棕色的步枪位于两根交叉的、黄色的炮筒前
- 陆军最高统帅的军旗——黄色与棕色的元帅杖和黄色与蓝色的战刀与黄色的炮筒交叉
- 海军最高统帅的军旗——蓝色的锚位于相互交叉的炮筒前

### 业余船只
业余船只允许挂一面特殊的国旗：在一般国旗的蓝色十字的内部还有一个细的白色的十字（宽3/5长度单位），在旗杆侧的上角可以添加船只所属的俱乐部的标志。

## 使用
一系列法律规定芬兰国旗的使用，此外在芬兰还有许多关于使用国旗的习俗和规则。

### 升旗日
芬兰既有法定的升旗日也有传统的升旗日。
以下为法定的升旗日：
- 2月28日：芬兰文化日，卡勒瓦拉日
- 5月1日：芬兰劳动日，瓦普节
- 5月的第二个星期日：母亲节
- 6月4日：国防军军旗庆祝日，古斯塔夫·曼纳海姆纪念日
- 6月20日到6月26日之间的星期六：芬兰国旗日，仲夏节
- 12月6日：独立日
- 市镇议会选举、国家议会选举、总统选举、欧洲议会选举或者全民公投的日子
- 总统就职日

传统的升旗日为：
- 2月5日：约翰·卢德维格·鲁内贝里纪念日
- 3月19日：平等日，明娜·康特纪念日
- 4月9日：芬兰语日，米卡埃尔·阿格里科拉纪念日，埃利亚斯·伦罗特纪念日
- 4月27日：国家退伍军人日
- 5月9日：欧洲日
- 5月12日：芬兰特性日，约翰·威廉·斯内尔曼纪念日
- 5月的第三个星期日：阵亡军人纪念日
- 7月6日：诗歌日和夏天纪念日，埃诺·雷诺纪念日
- 10月10日：芬兰文学日，阿莱克西斯·基维纪念日
- 10月24日：联合国日
- 11月6日：瑞典特性日，古斯塔夫·阿道夫纪念日
- 11月的第二个星期日：父亲节
- 12月8日：芬兰音乐日，让·西贝柳斯纪念日

### 升旗规则
每个芬兰人在觉得有必要时可以升芬兰国旗。私人场合一般为婚礼、生日、欢迎特殊的客人等。逝世可以升半旗。
在法定的升旗日所有国家和地方机关必须升旗，一般在传统的升旗日这些机构也升旗。许多私人在这些日子里也会升旗。许多公寓和居民区的管理人员会升旗。
升旗从早上8点钟开始到晚上日落，假如日落晚于21点钟的话到21点钟。这里有三个例外：
- 国旗日时在国旗日的前一天的18点钟就升旗了，一直到立夏的21点钟才收旗
- 在独立日于20点钟收旗
- 假如在一个大选日，日落早于选举结束的话，那么于20点钟收旗

这些升旗时间和收旗时间的规则当然只对官方机构有效，但是许多私人将遵守这些规则看作是义务而遵守这些规则。

### 销毁
假如有必要的话芬兰国旗可以用焚毁的方式来销毁，或者将它割得无法辨认出来它是芬兰国旗。

### 罪行
以下行为造成亵旗罪：
- 在公共场合下破坏芬兰国旗
- 侮辱性地使用芬兰国旗
- 不经允许在公共场所移走芬兰国旗

以下行为违反有关芬兰国旗的法令：
- 违规使用总统旗帜或者国家机关旗帜
- 在国旗上添加不规则的图案
- 将颜色和形状不符合法律规定的旗帜当做芬兰国旗贩卖